# Informe Robinson
Informe Robinson fue un programa de televisión de deportes emitido mensualmente en la cadena de televisión española #Vamos, dirigido y presentado por el exjugador de fútbol Michael Robinson. Ha sido comparado por su propio creador, Michael Robinson, con El día después, con el que afirma que existen paralelismos por el enfoque fuertemente visual de ambos programas. Robinson afirma, además, que el programa «sirve para contar historias con el pretexto del deporte». Se ha destacado de él su exhaustividad en la investigación y recolecta de información.  El programa comenzó a emitirse en 2007 y las emisiones son de una corta duración, 25 minutos. El programa obtuvo el Premio Ondas 2009 a «mejor programa de entretenimiento o de cobertura especial», ex aequo con El Intermedio. También ha sido nominado en dos ocasiones a los Premios ATV en la categoría de mejor programa documental (2012 y 2013).
El programa se estrenó 26 meses después de la desaparición de El día después, que fue sustituido por Maracaná 06 que Robinson abandonó a las dos semanas de empezarse a emitir. Para la realización de los programas son necesarias cinco semanas.
Emitido desde el año 2007 por Canal+ hasta que el 1 de febrero de 2016, Canal+ fue sustituido por el nuevo canal generalista #0 de Movistar+. En la temporada 2018-2019 el programa pasa a emitirse en el nuevo canal de televisión #Vamos de Movistar+. En paralelo se empezó a emitir por estas fechas Colección: Informe Robinson dirigido y presentado también por Michael Robinson, «este programa muestra el lado menos visible del espectáculo deportivo: historias sorprendentes, entrevistas en profundidad y sus mejores imágenes». 
La última emisión del programa fue el Informe Robinson titulado: Michael Robinson. Good, Better, Best. El programa fue emitido el 29 de octubre de 2020, fue emitido original en #Vamos aunque se repuso en #0 la cadena original.
Actualmente su legado tiene continuidad; también en Movistar+: en InformePlus+ (además de en Colección: InformePlus+), elaborado por el equipo de Informe Robinson y presentado por Dani Garrido.

### Temporada 1 (2007-2008)
|   |                                          |                   |  |  |  |  |  |
| # | Título                                   | Fecha de emisión  |  |  |  |  |  |
|   |                                          |                   |  |  |  |  |  |
| 1 | El Reto de Luis Moya                     | Octubre de 2007   |  |  |  |  |  |
|   | Generación Casillas                      |                   |  |  |  |  |  |
| 2 | Campeones de España                      | Noviembre de 2007 |  |  |  |  |  |
|   | Una charla con Frank                     |                   |  |  |  |  |  |
|   | La realidad de un sueño                  |                   |  |  |  |  |  |
| 3 | Alemayehu Bezabeh                        | Diciembre de 2007 |  |  |  |  |  |
|   | Isidre Esteve                            |                   |  |  |  |  |  |
|   | Lionel Messi                             |                   |  |  |  |  |  |
| 4 | Apuestas deportivas en internet          | Enero de 2008     |  |  |  |  |  |
|   | La vida de un aventurero                 |                   |  |  |  |  |  |
|   | Socios número 1                          |                   |  |  |  |  |  |
| 5 | Ashbourne: Rugby+Futbol                  | Febrero de 2008   |  |  |  |  |  |
|   | Visitamos a Torres                       |                   |  |  |  |  |  |
| 6 | Barcelona World Race                     | Marzo de 2008     |  |  |  |  |  |
|   | Héctor Simón vuelve a nacer              |                   |  |  |  |  |  |
|   | Ricky Rubio                              |                   |  |  |  |  |  |
| 7 | El Grand National, desde dentro          | Abril de 2008     |  |  |  |  |  |
|   | Luis Enrique en el maratón de las arenas |                   |  |  |  |  |  |
|   | Rememorando la séptima                   |                   |  |  |  |  |  |
| 8 | Eurocopas - Euro 64: Pereda y Marcelino  | Mayo de 2008      |  |  |  |  |  |
|   | Eurocopas - Euro 64: Iribar              |                   |  |  |  |  |  |
|   | Eurocopas - Euro 76: Panenka             |                   |  |  |  |  |  |
|   | Eurocopas - Euro 84: Luis Arconada       |                   |  |  |  |  |  |
|   | Eurocopas - Euro 88: Van Basten          |                   |  |  |  |  |  |
|   | Eurocopas - Euro 92: Dinamarca           |                   |  |  |  |  |  |
|   | Eurocopas - Euro 2008: Hiddink           |                   |  |  |  |  |  |
|   | Eurocopas - Euro 2008: Cesc Fábregas     |                   |  |  |  |  |  |
| 9 | Cara a cara con Severiano Ballesteros    | Octubre de 2008   |  |  |  |  |  |

### Temporada 2 (2008-2009)
|    |                                                        |                    |  |  |  |  |  |
| #  | Título                                                 | Fecha de emisión   |  |  |  |  |  |
|    |                                                        |                    |  |  |  |  |  |
| 1  | Ronaldinho, la abdicación de un rey                    | Septiembre de 2008 |  |  |  |  |  |
|    | Del cartón al oro                                      |                    |  |  |  |  |  |
|    | El desafío del Ironman                                 |                    |  |  |  |  |  |
| 2  | Desde Mundaka, el mejor surf                           | Octubre de 2008    |  |  |  |  |  |
|    | El sueño de la Eurocopa                                |                    |  |  |  |  |  |
| 3  | Gebreselassie, Premio Principe de Asturias             |                    |  |  |  |  |  |
|    | La aventura de Rudy Fernández en la NBA                | Noviembre de 2008  |  |  |  |  |  |
|    | Entrevista a Ronaldo                                   |                    |  |  |  |  |  |
| 4  | Españoles en el extranjero                             | Diciembre de 2008  |  |  |  |  |  |
|    | Jamaica, tierra de velocistas                          |                    |  |  |  |  |  |
| 5  | Ultraman, cuando el deporte supera los límites         | Enero de 2009      |  |  |  |  |  |
|    | Chicho Sibilio                                         |                    |  |  |  |  |  |
|    | Loli 'Sugar' Muñoz, campeona del mundo de Full Contact |                    |  |  |  |  |  |
| 6  | Boxeo, una forma de vida en Cuba                       | Febrero de 2009    |  |  |  |  |  |
|    | Conocemos a Tough Guy, conocemos el infierno           |                    |  |  |  |  |  |
|    | Entrevista a Johan Cruyff                              |                    |  |  |  |  |  |
| 7  | La lista de Del Bosque                                 | Marzo de 2009      |  |  |  |  |  |
|    | Fernando Verdasco                                      |                    |  |  |  |  |  |
|    | España, país de fútbol                                 |                    |  |  |  |  |  |
| 8  | Halterofilia femenina                                  | Abril de 2009      |  |  |  |  |  |
|    | Masters de Augusta                                     |                    |  |  |  |  |  |
|    | Fútbol en la cárcel                                    |                    |  |  |  |  |  |
| 9  | Nako Ya Afrika (La hora de Sudáfrica)                  | Mayo de 2009       |  |  |  |  |  |
| 10 | Seve, la leyenda continua                              | Junio de 2009      |  |  |  |  |  |

### Temporada 3 (2009-2010)
|   |                                             |                    |  |  |  |  |  |
| # | Título                                      | Fecha de emisión   |  |  |  |  |  |
|   |                                             |                    |  |  |  |  |  |
| 1 | Misteriosas muertes en el calcio            | Septiembre de 2009 |  |  |  |  |  |
|   | Cuando falla el favorito                    |                    |  |  |  |  |  |
|   | Ricky Rubio, la inocencia perdida           |                    |  |  |  |  |  |
| 2 | De Martín a Gasol                           | Octubre de 2009    |  |  |  |  |  |
|   | Samuel Eto'o, sin pelos en la lengua        |                    |  |  |  |  |  |
| 3 | Deporte y maternidad                        | Noviembre de 2009  |  |  |  |  |  |
|   | Informe póquer                              |                    |  |  |  |  |  |
|   | Manuel De Los Santos                        |                    |  |  |  |  |  |
| 4 | Corazón Colchonero, diez años sin un título | Diciembre de 2009  |  |  |  |  |  |
| 5 | Todo sobre Guti                             | Enero de 2010      |  |  |  |  |  |
|   | Una vida entregada a la montaña             |                    |  |  |  |  |  |
| 6 | Freestyle                                   | Febrero de 2010    |  |  |  |  |  |
|   | Xavi e Iniesta                              |                    |  |  |  |  |  |
| 7 | Ander Mirambell, sueño cumplido             | Marzo de 2010      |  |  |  |  |  |
|   | Duelo de Aizkolaris                         |                    |  |  |  |  |  |
|   | Magnus Carlsen, el Mozart del ajedrez       |                    |  |  |  |  |  |
| 8 | Canoe, un histórico en apuros               | Abril de 2010      |  |  |  |  |  |
|   | De profesión, entrenador                    |                    |  |  |  |  |  |
|   | El secreto de Valdés                        |                    |  |  |  |  |  |
| 9 | Estamos preparados                          | Mayo de 2010       |  |  |  |  |  |

### Temporada 4 (2010-2011)
|    |                                       |                    |  |  |  |  |  |
| #  | Título                                | Fecha de emisión   |  |  |  |  |  |
|    |                                       |                    |  |  |  |  |  |
| 1  | La Leyenda de Portago                 | Septiembre de 2010 |  |  |  |  |  |
|    | Palabra de Mou                        |                    |  |  |  |  |  |
| 2  | La bandera de la Concha               | Octubre de 2010    |  |  |  |  |  |
|    | Las vidas de Chano                    |                    |  |  |  |  |  |
| 3  | Charlamos de golf                     | Noviembre de 2010  |  |  |  |  |  |
|    | Laia del desierto                     |                    |  |  |  |  |  |
|    | Derek Redmond                         |                    |  |  |  |  |  |
| 4  | Cuando fuimos campeones               | Diciembre de 2010  |  |  |  |  |  |
| 5  | FC United                             | Enero de 2011      |  |  |  |  |  |
|    | Carlos Moyá                           |                    |  |  |  |  |  |
| 6  | El extraño caso de Carlos Soria       | Febrero de 2011    |  |  |  |  |  |
|    | La historia de Manute Bol             |                    |  |  |  |  |  |
| 7  | Serge Ibaka                           | Marzo de 2011      |  |  |  |  |  |
|    | Gerard Piqué                          |                    |  |  |  |  |  |
| 8  | Arnold Palmer                         | Abril de 2011      |  |  |  |  |  |
|    | Las chicas de la sincro               |                    |  |  |  |  |  |
|    | La mina                               |                    |  |  |  |  |  |
| 9  | Milos Raonic                          | Mayo de 2011       |  |  |  |  |  |
|    | Kodjovi Obilalé                       |                    |  |  |  |  |  |
| 10 | Cerca del ciclismo                    | Junio de 2011      |  |  |  |  |  |
|    | La doble K. Historia de una rivalidad |                    |  |  |  |  |  |

### Temporada 5 (2011-2012)
|   |                                   |                    |  |  |  |  |  |
| # | Título                            | Fecha de emisión   |  |  |  |  |  |
|   |                                   |                    |  |  |  |  |  |
| 1 | Un All Black en Galicia           | Septiembre de 2011 |  |  |  |  |  |
|   | Llorente Namasté                  |                    |  |  |  |  |  |
| 2 | Partizan de Fuenlabrada           | Octubre de 2011    |  |  |  |  |  |
|   | Fútbol, un refugio en el recuerdo |                    |  |  |  |  |  |
| 3 | Los hermanos Pou                  | Noviembre de 2011  |  |  |  |  |  |
|   | La leyenda del Trinche            |                    |  |  |  |  |  |
| 4 | Barcelona '92, donde todo empezó  | Diciembre de 2011  |  |  |  |  |  |
| 5 | El siete maravilla                | Febrero de 2012    |  |  |  |  |  |
|   | Lágrimas por Londres              |                    |  |  |  |  |  |
| 6 | Amaya Valdemoro, Pasión por jugar | Marzo de 2012      |  |  |  |  |  |
|   | Kenia, fábrica de campeones       |                    |  |  |  |  |  |
| 7 | Descubriendo a Bielsa             | Abril de 2012      |  |  |  |  |  |
|   | Donde nace el baloncesto          |                    |  |  |  |  |  |
| 8 | En el corazón de Estudiantes      | Mayo de 2012       |  |  |  |  |  |
|   | El dopaje en la RDA               |                    |  |  |  |  |  |
| 9 | La leyenda de la Copa de Europa   | Julio de 2012      |  |  |  |  |  |

### Temporada 6 (2012-2013)
|    |                                  |                    |  |  |  |  |  |
| #  | Título                           | Fecha de emisión   |  |  |  |  |  |
|    |                                  |                    |  |  |  |  |  |
| 1  | La historia de David Millar      | Septiembre de 2012 |  |  |  |  |  |
|    | Sara Estévez, Sarita             |                    |  |  |  |  |  |
| 2  | La nueva vida de Santi Cazorla   | Octubre de 2012    |  |  |  |  |  |
|    | Fútbol en el Infierno            |                    |  |  |  |  |  |
| 3  | Nueva York, historias de maratón | Noviembre de 2012  |  |  |  |  |  |
|    | Fuera de combate                 |                    |  |  |  |  |  |
| 4  | Las chicas de Londres            | Diciembre de 2012  |  |  |  |  |  |
| 5  | Academia de baloncesto           | Enero de 2013      |  |  |  |  |  |
|    | Markel Irizar, 'BIZIPOZ'         |                    |  |  |  |  |  |
| 6  | María De Villota                 | Febrero de 2013    |  |  |  |  |  |
|    | Alberto Iñurrategi               |                    |  |  |  |  |  |
| 7  | Radamel Falcao, Un acto de fe    | Marzo de 2013      |  |  |  |  |  |
|    | Un león blanco en Senegal        |                    |  |  |  |  |  |
| 8  | El secreto de Bartali            | Abril de 2013      |  |  |  |  |  |
|    | La selección española de béisbol |                    |  |  |  |  |  |
| 9  | Pelota Vasca                     | Mayo de 2013       |  |  |  |  |  |
|    | La Historia de Robert Enke       |                    |  |  |  |  |  |
| 10 | Pasado Presente                  | Junio de 2013      |  |  |  |  |  |

### Temporada 7 (2013-2014)
|    |                                         |                    |  |  |  |  |  |
| #  | Título                                  | Fecha de emisión   |  |  |  |  |  |
|    |                                         |                    |  |  |  |  |  |
| 1  | El debut en Roland Garros               | Septiembre de 2013 |  |  |  |  |  |
|    | Los niños del Habana                    |                    |  |  |  |  |  |
| 2  | Invencibles en patines                  | Octubre de 2013    |  |  |  |  |  |
|    | Un chico de barrio                      |                    |  |  |  |  |  |
| 3  | Balonmano, Oro y cartón                 | Noviembre de 2013  |  |  |  |  |  |
|    | El reto de Ramón                        |                    |  |  |  |  |  |
| 4  | Yo vi jugar a Nate Davis                | Diciembre de 2013  |  |  |  |  |  |
| 5  | Ocaña, el héroe trágico                 | Enero de 2014      |  |  |  |  |  |
| 6  | Una historia de amor (Antonio Durán)    | Febrero de 2014    |  |  |  |  |  |
|    | A la sombra de Nadal                    |                    |  |  |  |  |  |
| 7  | O rei Cal                               | Marzo de 2014      |  |  |  |  |  |
|    | Chacho Rodríguez, baloncesto soñado     |                    |  |  |  |  |  |
| 8  | Palabra de Larry Bird                   | Abril de 2014      |  |  |  |  |  |
| 9  | Lagarto, la cuna de Diego Costa         | Mayo de 2014       |  |  |  |  |  |
|    | El penalti de Nash                      |                    |  |  |  |  |  |
| 10 | Alcatraz (Rugby solidario en Venezuela) | Junio de 2014      |  |  |  |  |  |
|    | La carrera de Miguel                    |                    |  |  |  |  |  |

### Temporada 8 (2014-2015)
|    |                                          |                    |  |  |  |  |  |
| #  | Título                                   | Fecha de emisión   |  |  |  |  |  |
|    |                                          |                    |  |  |  |  |  |
| 1  | Fútbol y femenino                        | Septiembre de 2014 |  |  |  |  |  |
|    | Judo contra la Camorra                   |                    |  |  |  |  |  |
| 2  | Por la razón o la fuerza                 | Octubre de 2014    |  |  |  |  |  |
|    | Andar                                    |                    |  |  |  |  |  |
| 3  | Un niño en la élite                      | Noviembre de 2014  |  |  |  |  |  |
|    | Soñando olas                             |                    |  |  |  |  |  |
| 4  | El adiós imposible (Abuelos deportistas) | Diciembre de 2014  |  |  |  |  |  |
| 5  | Carlos Sainz en Fórmula 1                | Enero de 2015      |  |  |  |  |  |
|    | Cuerpos al límite                        |                    |  |  |  |  |  |
| 6  | Eibar, donde el trabajo es arte          | Febrero de 2015    |  |  |  |  |  |
|    | Competir con uno mismo                   |                    |  |  |  |  |  |
| 7  | Los pies en la tierra                    | Marzo de 2015      |  |  |  |  |  |
|    | La leyenda de Tittyshev                  |                    |  |  |  |  |  |
| 8  | 74 días                                  | Abril de 2015      |  |  |  |  |  |
| 9  | Favorito Quintana                        | Mayo de 2015       |  |  |  |  |  |
|    | Una vita spericolata                     |                    |  |  |  |  |  |
| 10 | The home of Andy Murray                  | Junio de 2015      |  |  |  |  |  |
|    | Magia en la arena                        |                    |  |  |  |  |  |

### Temporada 9 (2015-2016)
|    |                                       |                    |  |  |  |  |  |
| #  | Título                                | Fecha de emisión   |  |  |  |  |  |
|    |                                       |                    |  |  |  |  |  |
| 1  | El gigante de Maio                    | Septiembre de 2015 |  |  |  |  |  |
|    | Querer no es poder                    |                    |  |  |  |  |  |
| 2  | Ser agua                              | Octubre de 2015    |  |  |  |  |  |
|    | Sintiendo el vacío                    |                    |  |  |  |  |  |
| 3  | Chico sincro                          | Noviembre de 2015  |  |  |  |  |  |
|    | El tirano del Trial                   |                    |  |  |  |  |  |
| 4  | Rafa Nadal                            | Diciembre de 2015  |  |  |  |  |  |
| 5  | Chico sabio                           | Enero de 2016      |  |  |  |  |  |
|    | La Lazio de las pistolas              |                    |  |  |  |  |  |
| 6  | En la piel de Lorenzo                 | Febrero de 2016    |  |  |  |  |  |
| 7  | Balón parado                          | Marzo de 2016      |  |  |  |  |  |
|    | Número 1                              |                    |  |  |  |  |  |
| 8  | Globetrotters: El balón sigue girando | Abril de 2016      |  |  |  |  |  |
|    | Muay Thai: La lucha de Carlos         |                    |  |  |  |  |  |
| 9  | Capitán Ramos                         | Mayo de 2016       |  |  |  |  |  |
| 10 | Manel Estiarte                        | Julio de 2016      |  |  |  |  |  |

### Temporada 10 (2016-2017)
|   |                                   |                                        |  |  |  |  |  |
| # | Título                            | Fecha de emisión                       |  |  |  |  |  |
|   |                                   |                                        |  |  |  |  |  |
| 1 | El milagro de Carolina Marín      | Septiembre de 2016                     |  |  |  |  |  |
|   | Las fronteras del deporte         |                                        |  |  |  |  |  |
| 2 | Invierno en Nanga Parbat          | Octubre de 2016 (emitido en noviembre) |  |  |  |  |  |
|   | El Cartero Genial                 |                                        |  |  |  |  |  |
| 3 | Revolución Williams               | Noviembre de 2016                      |  |  |  |  |  |
|   | Adriano Malori. Km. 0             |                                        |  |  |  |  |  |
| 4 | Historias de Río                  | Diciembre de 2016                      |  |  |  |  |  |
| 5 | Colombia: Deporte en paz          | Enero de 2017                          |  |  |  |  |  |
| 6 | Javier Fernández, el Conquistador | Febrero de 2017                        |  |  |  |  |  |
|   | La vuelta al mundo de Alex Pella  |                                        |  |  |  |  |  |
| 7 | Maradona, los años felices        | Marzo de 2017                          |  |  |  |  |  |
| 8 | Los Alcántara                     | Abril de 2017                          |  |  |  |  |  |
|   | El pacto de los Eguibar           |                                        |  |  |  |  |  |
| 9 | Wembley 92                        | Mayo de 2017                           |  |  |  |  |  |

### Temporada 11 (2017-2018)
|    |                                  |                    |  |  |  |  |  |
| #  | Título                           | Fecha de emisión   |  |  |  |  |  |
|    |                                  |                    |  |  |  |  |  |
| 1  | Sueño al galope                  | Septiembre de 2017 |  |  |  |  |  |
|    | La suerte del Rana               |                    |  |  |  |  |  |
| 2  | Especial 10 Años                 | Octubre de 2017    |  |  |  |  |  |
| 3  | Espíritu Cibeles                 | Noviembre de 2017  |  |  |  |  |  |
|    | Marc Gasol                       |                    |  |  |  |  |  |
| 4  | Mi gol con la Selección          | Diciembre de 2017  |  |  |  |  |  |
| 5  | Refugiadas en el fútbol          | Enero de 2018      |  |  |  |  |  |
| 6  | Soldado Villanueva               | Febrero de 2018    |  |  |  |  |  |
|    | Campeón silencioso               |                    |  |  |  |  |  |
| 7  | Brazaletes                       | Marzo de 2018      |  |  |  |  |  |
|    | El poder de una letra            |                    |  |  |  |  |  |
| 8  | El Cambados de Sito Miñanco      | Abril de 2018      |  |  |  |  |  |
|    | Año Petrovic. De enemigo a ídolo |                    |  |  |  |  |  |
| 9  | Realismo Mágico                  | Mayo de 2018       |  |  |  |  |  |
|    | La Reina                         |                    |  |  |  |  |  |
| 10 | La llamada de Juan Mata          | Junio de 2018      |  |  |  |  |  |
|    | El plan de Maitane               |                    |  |  |  |  |  |

### Temporada 12 (2018-2019)
|    |                                 |                       |  |  |  |  |  |
| #  | Título                          | Fecha de emisión      |  |  |  |  |  |
|    |                                 |                       |  |  |  |  |  |
| 1  | Capitán republicano             | Septiembre de 2018    |  |  |  |  |  |
|    | La liberación de Robert Swift   |                       |  |  |  |  |  |
| 2  | Un pueblo en la élite           | Octubre de 2018       |  |  |  |  |  |
|    | La fórmula Dujshebaev           |                       |  |  |  |  |  |
| 3  | Detrás de la máscara            | Noviembre de 2018     |  |  |  |  |  |
|    | Operación radio                 |                       |  |  |  |  |  |
| 4  | Oro: historia de una generación | Diciembre de 2018     |  |  |  |  |  |
| 5  | Salto al pasado                 | Enero de 2019         |  |  |  |  |  |
|    | Gigantes de la montaña          |                       |  |  |  |  |  |
| 6  | Camarada Jarlamov               | 28 de febrero de 2019 |  |  |  |  |  |
|    | Dilema de campeona              |                       |  |  |  |  |  |
| 7  | SuperDepor, te quiero igual     | 28 de marzo de 2019   |  |  |  |  |  |
| 8  | Mujeres de acero                | 25 de abril de 2019   |  |  |  |  |  |
|    | En el nombre del padre          |                       |  |  |  |  |  |
| 9  | En línea recta                  | 29 de mayo de 2019    |  |  |  |  |  |
|    | 8'56, Yago Lamela               |                       |  |  |  |  |  |
| 10 | Arcega-Whiteside Story          | 27 de junio de 2019   |  |  |  |  |  |
|    |                                 |                       |  |  |  |  |  |

### Temporada 13 (2019-2020)
|    |                                       |                          |  |  |  |  |  |
| #  | Título                                | Fecha de emisión         |  |  |  |  |  |
|    |                                       |                          |  |  |  |  |  |
| 1  | Imparable                             | 26 de septiembre de 2019 |  |  |  |  |  |
|    | Colosal Semenova                      |                          |  |  |  |  |  |
| 2  | La huella de Fernando                 | 31 de octubre de 2019    |  |  |  |  |  |
| 3  | La medalla de su vida                 | 28 de noviembre de 2019  |  |  |  |  |  |
|    | La escalera de Jacob                  |                          |  |  |  |  |  |
| 4  | La Quinta del Buitre                  | 26 de diciembre de 2019  |  |  |  |  |  |
| 5  | El viaje de Sergio                    | 30 de enero de 2020      |  |  |  |  |  |
|    | De Conchi Amancio a Conchi Maradona   |                          |  |  |  |  |  |
| 6  | La pasión según Chimy Ávila           | 27 de febrero de 2020    |  |  |  |  |  |
|    | La nostalgia de Abdon Pamich          |                          |  |  |  |  |  |
| 7  | Maradona en Sevilla                   | 29 de mayo de 2020       |  |  |  |  |  |
| 8  | Querido Lalo                          | 1 de julio de 2020       |  |  |  |  |  |
|    | Hecho en Cuba                         |                          |  |  |  |  |  |
| 9  | Diego, maratón y vida                 | 17 de septiembre de 2020 |  |  |  |  |  |
|    | No voy a dejar una ola a nadie        |                          |  |  |  |  |  |
| 10 | Michael Robinson. Good, Better, Best. | 29 de octubre de 2020    |  |  |  |  |  |